# Waves on the Floor
Waves on the Floor è un singolo del gruppo musicale italiano Miraspinosa, pubblicato nel 2001.

## Tracce
1. Fallen (remix by Dr. Nuke)
2. Distanze (slim version)
3. Waves (slim version)
4. Waves (remix by Dr. Nuke)